# Condomois
Pour les articles homonymes, voir Condomois (homonymie).

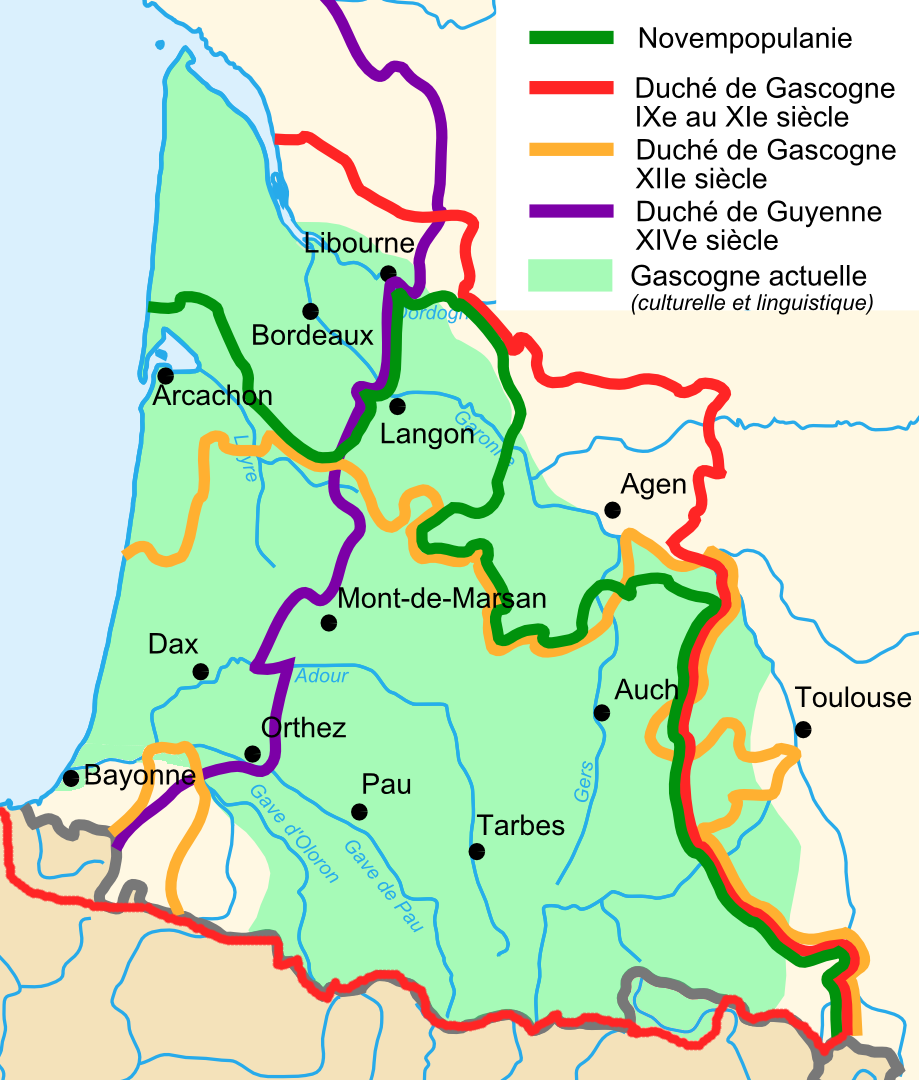
Carte de la Gascogne montrant ses limites fluctuantes au cours de l'histoire.

Le Condomois est une région naturelle située sur le territoire actuel des départements du Gers, du Lot-et-Garonne et des Landes, et une ancienne circonscription de la province historique de Gascogne ayant titre de comté. Il est également connu sous l'appellation de Ténarèze.

## Géographie
Défini comme région naturelle, le Condomois est bordé au nord et au nord-est par l'Agenais, à l'est par le Brulhois et la Lomagne, au sud par l'Armagnac, à l'ouest par le Gabardan et au nord-ouest par le Bazadais. Il est arrosé par la Garonne, la Baïse et la Gélise.

## Histoire
Peuplé par les Nitiobroges, le Condomois est placé sous Flavius Honorius dans l'Aquitaine Seconde. Il passe sous la domination des Wisigoth, puis est assimilée à la Guyenne du fait de son appartenance à l'Agenais avant le démembrement de l'évêché d'Agen au profit de celui de Condom. Hugues de Gascogne (mort vers 1013), évêque d'Agen, fils de évêque-duc Gombaud, frère de Guillaume Sanche de Gascogne, duc de Gascogne, avait entre-temps reçu le comté de Condom pour apanage, rattachant dès lors le Condomois à la Gascogne. De ducs de Gascogne en ducs d'Aquitaine, le Condomois est finalement réuni à la couronne en même temps que le Bordelais et la Guyenne. Il fait partie à la révolution des circonscriptions administratives de la Gascogne qui deviennent le département du Gers.

## Économie
C'est une région fertile sur laquelle poussent le blé et la vigne mais dont les terres se cultivent cependant moins aisément que celles de l'Armagnac voisin. 

## Culture
Le Condomois est dans la zone d'influence du gascon.